# Rutana
Rutana är en stad i södra Burundi. Staden är administrativ huvudort för provinsen Rutana samt kommunen Rutana. Rutana ligger väster om Kikiziberget. I närheten av staden ligger Karerafallen. Folkmängden uppgick till 5 865 invånare vid folkräkningen år 2008.